# Niederpöcking
Niederpöcking ist ein Gemeindeteil von Pöcking im oberbayerischen Landkreis Starnberg. Er liegt am Starnberger See und grenzt im Norden an Starnberg.

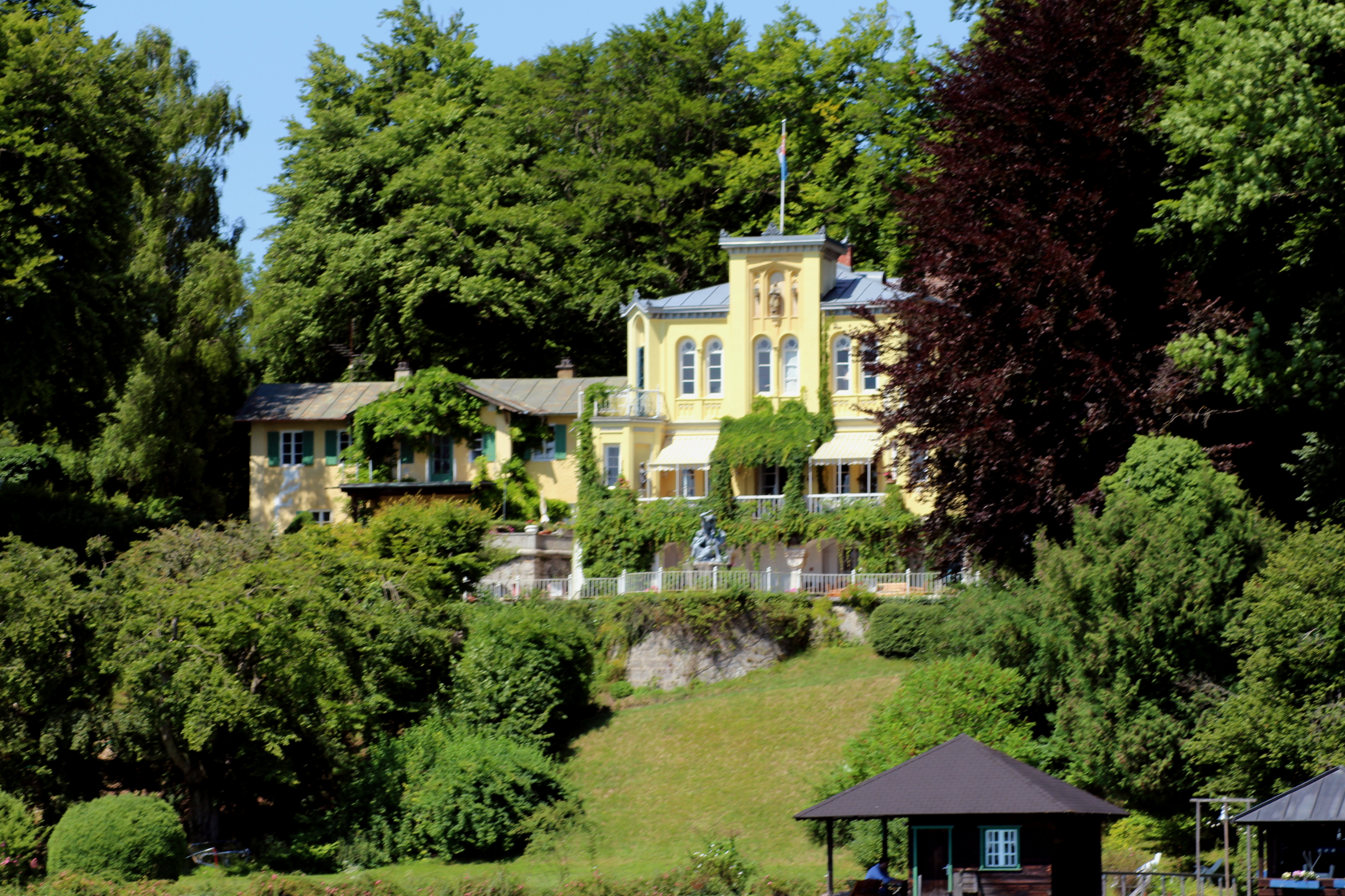
Villa von Miller (1855)

## Geschichte

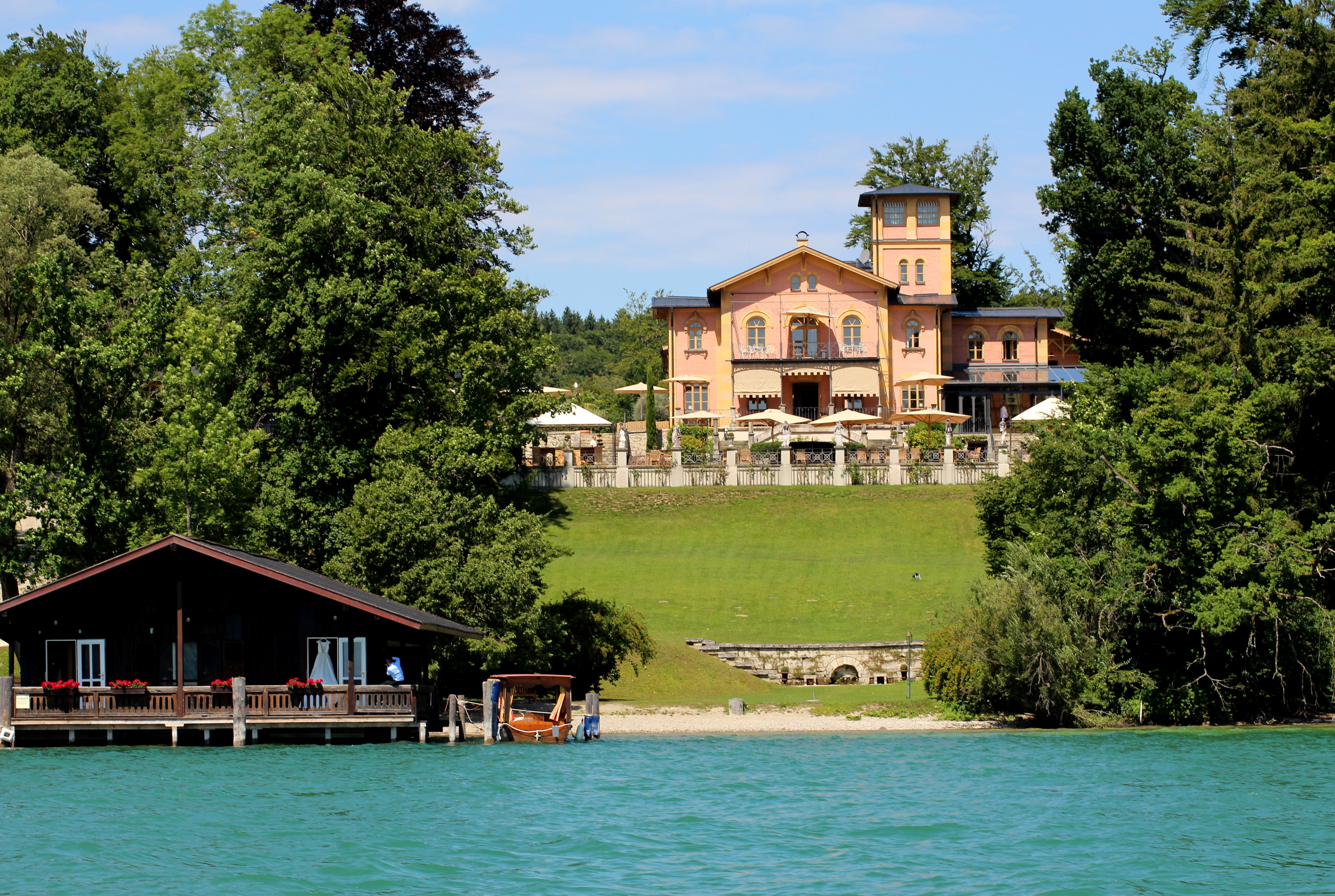
Knorrschlößl (1853)

Zwischen 1852 und 1856 entstand auf dem Seestreifen eine der bedeutendsten Villensiedlungen am Starnberger See.  Fritz von Miller erzählt in seinen Erinnerungen, dass seine Familie 1855 mit Freunden an den Starnberger See gefahren war und man dort hinter Starnberg am Ufer gezeltet habe.
„Als die Gesellschaft am Abend auseinanderging, hatten die Unternehmenderen unter ihnen beschlossen, an diesem Platz zu einer Kolonie sich zusammenzutun und hier am Ufer des Sees für den Sommer eigene Nester zu bauen – so entstand das heutige Niederpöcking“.
Jede Villa hatte Bootshaus, Steg und Badehütte. Bis zum Ende des Zweiten Weltkrieges blieb die Siedlung fast unverändert. 1875 wohnten in Niederpöcking rund 25 Einwohner, 1928 bereits 99 und bis zum Jahr 2000 waren neben der Villenkolonie 130 neue Wohnhäuser entstanden.